# Okręg wyborczy Oder-Spree II

Okręg wyborczy nr 29 na wyborczej mapie Brandenburgii (2009)

Landtagswahlkreis Oder-Spree II (okręg wyborczy nr 29) – jeden z okręgów wyborczych w wyborach do Landtagu Brandenburgii. Obejmuje miasta Eisenhüttenstadt i Friedland oraz powiat Oder-Spree.

## Wybory do Landtagu 2009
Podczas wyborów w 2009 bezpośrednimi kandydatami list do Landtagu byli:
- Peter Müller, SPD
- Andreas Gliese, CDU
- Helga Böhnisch, Die Linke
- Clemens Rostock, Grüne
- Frank Ullrich, FDP
- Petra Streit, 50Plus
- Gerd Wagner, NPD
- Egon Niemack, Freie Wähler